# 符拉迪沃斯托克航空352號班機空難
符拉迪沃斯托克航空352號班機是符拉迪沃斯托克航空公司一班由葉卡捷琳堡前往符拉迪沃斯托克（海參崴）的俄羅斯國內航班，中途停經伊爾庫茨克。2001年7月4日，一架圖-154客機執行此航班時，失控墜毀於伊爾庫茨克機場附近，機上136名乘客及9名機員全部喪生，成為俄羅斯歷來第三慘重的空難事故。

## 經過
出事時，該架圖-154客機正接近伊爾庫茨克準備進場。當機長放下起落架後，副機師發現飛機正在帶坡度轉彎，飛機當時以45度角、機頭向下地傾斜。副機師隨即猛烈地拉起節流閥以拉起機頭，最終飛機機頭被拉起，但飛機卻隨即失速下墜，當機員努力拯救飛機，並幾乎讓飛機受控制時，飛機卻隨即墜毀，全機除了垂直尾翼外，皆成碎片，機上145人全部死亡。

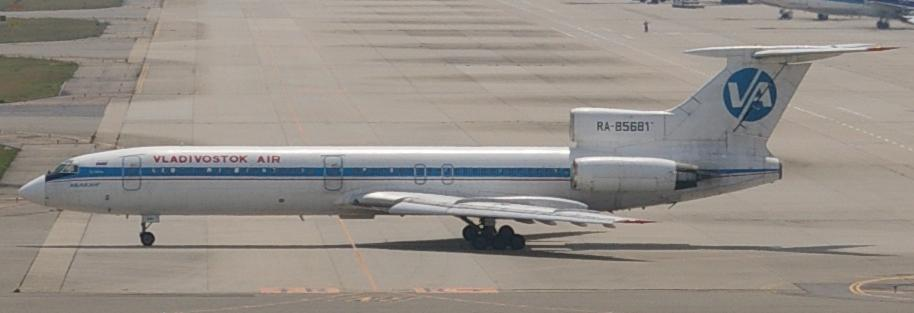
與失事客機屬同一型號的符拉迪沃斯托克航空圖-154型客機

## 外部連結
- AirDisaster.Com 對事件報告 （页面存档备份，存于）
- "Russians search for plane crash clues （页面存档备份，存于）." BBC. Wednesday 4 July 2001.
- AirDisaster.Com: Accident Photo: Vladivostok Avia 352
- Cockpit Voice Recorder transcript and accident summary （页面存档备份，存于）